# Chase Stadium
Il Chase Stadium, noto anche come DRV PNK Stadium e Inter Miami CF Stadium, è uno stadio di calcio di Fort Lauderdale, in Florida, costruito dove un tempo sorgeva il Lockhart Stadium. Lo stadio da 18.000 posti è la sede temporanea dell'Inter Miami, militante nella MLS, fino al completamento del Miami Freedom Park a Miami, mentre è la sede permanente dell'Inter Miami II, la squadra delle riserve dell'Inter Miami che partecipa all'USL League One. Lo stadio ha un orientamento nord-sud, una configurazione ottimale per il calcio, per cui il sole non è mai negli occhi dei portieri; l'impianto è la sede principale della squadra e della sua accademia giovanile, oltre a comprendere anche ulteriori campi di allenamento.

## Storia
Nel 2016 i Fort Lauderdale Strikers, squadra di Fort Lauderdale che ha fatto parte della North American Soccer League, hanno annunciato nel 2016 che stavano per lasciare il Lockhart Stadium; la struttura iniziò a diventare fatiscente e lasciata in balia delle intemperie, facendola andare in rovina in breve tempo. Nel gennaio 2019 l'Inter Miami, una delle squadre nate dal progetto di espansione della Major League Soccer, annuncia le sue intenzioni di recupero del sito del Lockhart Stadium, al fine di utilizzarlo come campo di allenamento per la prima squadra e campo da gioco per l'accademia giovanile e per la futura squadra delle riserve, la Fort Lauderdale CF, partecipante alla USL Championship. Nel marzo 2019 il consiglio comunale di Fort Lauderdale ha approvato all'unanimità il progetto di riqualificazione dell'Inter Miami per il sito del Lockhart Stadium. Ad aprile, la Commissione municipale di Fort Lauderdale ha autorizzato l'Inter Miami a dare inizio al processo di demolizione.
Il 9 luglio 2019 la Commissione della città di Fort Lauderdale ha stipulato ed approvato all'unanimità un contratto di affitto di cinquant'anni per il sito del Lockhart Stadium con l'Inter Miami; in base ai termini dell'accordo, la città di Fort Lauderdale manterrà la proprietà del sito, mentre l'Inter Miami sarà responsabile della costruzione, gestione e manutenzione dei nuovi impianti.
Il 13 novembre 2019 il club di Miami ha annunciato che la partita inaugurale casalinga del club avrebbe dovuto tenersi il 14 marzo 2020 contro i LA Galaxy. Con il diffondersi della pandemia di COVID-19 del 2019-2021, la prima partita è stata rinviata. Il 22 agosto 2020 l'Inter Miami gioca la prima partita casalinga in MLS in questo stadio, vincendo 3-2 contro l'Orlando City.
La prima partita ufficiale su questo terreno di gioco è stata disputata a porte chiuse il 18 luglio 2020, tra Fort Lauderdale e Greenville Triumph, valida per il campionato USL League One, vinta dagli ospiti per 2-0.
Il 9 dicembre 2020, lo stadio ha ospitato la sua prima partita internazionale, un'amichevole tra Stati Uniti e El Salvador, vinta 6-0 dai padroni di casa.
Per la stagione 2021, visto il perdurare delle limitazioni negli spostamenti fra Canada e Stati Uniti, dovuti alla pandemia di Covid-19, l'Inter Miami CF Stadium ospita le prime partite casalinghe del CF Montréal.

### Nome
L'8 aprile 2021, l'Inter Miami ha raggiunto un accordo sulla cessione dei diritti di denominazione con AutoNation, abbandonando la vecchia denominazione di Inter Miami CF Stadium; l'accordo è stato annunciato ufficialmente il giorno successivo. Lo stadio prende così la denominazione di DRV PNK Stadium, dando visibilità alla campagna di sensibilizzazione sul cancro al seno Drive Pink, promossa dall'azienda rivenditrice di automobili con sede in Fort Lauderdale.
Il 20 febbraio 2024, il giorno prima della partita di apertura della regoular season 2024, la squadra ha annunciato una partnership pluriennale sui diritti di denominazione con JPMorgan Chase, multinazionale statunitense di servizi finanziari con sede a New York. Lo stadio è stato rinominato Chase Stadium con effetto immediato.